# Androdeloscia silvatica
Androdeloscia silvatica är en kräftdjursart som först beskrevs av Lemos de Castro och Souza 1986.  Androdeloscia silvatica ingår i släktet Androdeloscia och familjen Philosciidae. Inga underarter finns listade i Catalogue of Life.